# Quan hệ Iran – Ả Rập Xê Út

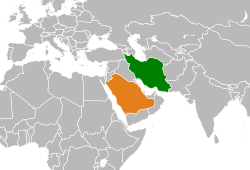
Bản đồ thể hiện Ả Rập Xê Út với màu vàng và Iran với màu xanh lục

Quan hệ song phương giữa Iran và Ả Rập Saudi đã trở nên căng thẳng vì một số vấn đề địa chính trị như khát vọng lãnh đạo, chính sách xuất khẩu dầu mỏ và quan hệ với Hoa Kỳ và các nước phương Tây khác. Quan hệ ngoại giao đã bị đình chỉ từ năm 1987–1990 và trong bảy năm sau vụ hành quyết Nimr al-Nimr và cuộc tấn công năm 2016 vào các cơ quan ngoại giao của Ả Rập Saudi ở Iran. Tuy nhiên, vào tháng 3 năm 2023, sau các cuộc thảo luận do Trung Quốc làm trung gian, Iran và Ả Rập Saudi đã đồng ý thiết lập lại quan hệ.
Cả hai nước đều là những nhà xuất khẩu dầu khí lớn và đã xung đột về chính sách năng lượng. Ả-rập Xê-út, với trữ lượng dầu mỏ lớn và dân số ít hơn, quan tâm nhiều hơn đến việc có cái nhìn dài hạn về thị trường dầu mỏ toàn cầu và khuyến khích giảm giá. Ngược lại, Iran buộc phải tập trung vào giá cao trong thời gian ngắn do mức sống thấp do các lệnh trừng phạt gần đây sau cuộc chiến kéo dài hàng thập kỷ với Iraq của Saddam Hussein và dân số đông hơn của nước này.
Trong cuộc nội chiến ở Syria, Iran đã hỗ trợ chính phủ Syria về mặt quân sự và hàng tỷ đô la viện trợ, trong khi Ả Rập Saudi là nhà cung cấp viện trợ chính cho các nhóm nổi dậy. Cả hai nước đều cáo buộc nhau hỗ trợ khủng bố. Iran và Ả-rập Xê-út đều tham gia vào cuộc chiến giành quyền thống trị khu vực của họ.

## Những căng thẳng
Sau cuộc cách mạng Iran, các mối quan hệ xấu đi đáng kể sau khi Iran cáo buộc Ả Rập Xê Út là đặc vụ của Hoa Kỳ trong khu vực vịnh Ba Tư, đại diện cho lợi ích của Hoa Kỳ hơn là Hồi giáo. Ả-rập Saudi lo ngại về mong muốn nhất quán của Iran là xuất khẩu cuộc cách mạng của mình trên diện rộng để mở rộng ảnh hưởng của mình trong khu vực Vịnh Ba Tư—đặc biệt là ở Iraq thời hậu Saddam, Levant và ở xa hơn về phía nam bên cạnh khu vực gây tranh cãi, nhiều tranh cãi của Iran chương trình hạt nhân.

Căng thẳng giữa hai nước có lúc lên lúc xuống. Mối quan hệ giữa Ả Rập Saudi và Iran trở nên xấu đi đặc biệt sau Cách mạng Iran, chương trình hạt nhân, âm mưu ám sát Iran bị cáo buộc năm 2011 và gần đây hơn là vụ hành quyết Nimr al- Nimr. Cũng đã có nhiều nỗ lực để cải thiện mối quan hệ. Sau chiến tranh vùng Vịnh năm 1991, quan hệ tan băng rõ rệt
. Vào tháng 3 năm 2007 Tổng thống Ahmadinejad của Iran đã đến thăm Riyadh và được chào đón tại sân bay bởi Quốc vương Abdullah, và hai nước được báo chí gọi là "các quốc gia anh em".".